# 2008 au Portugal
Cet article présente les faits marquants de l'année 2008 au Portugal.

## Évènements
- Vendredi 9 mai 2008 : le président Aníbal Cavaco Silva promulgue le décret de ratification du traité de Lisbonne.

- Jeudi 26 juin 2008 : selon la Commission européenne, le gouvernement socialiste de José Sócrates a réduit des deux tiers le poids de ses déficits publics en trois ans, passant de -6,1 % du PIB en 2005 à -2,2 % prévus en 2008, par une politique d'austérité, par l'autorisation de licencier pour inadaptation à l'entreprise, par la maîtrise du budget de la sécurité sociale (1,2 milliard d'euros d'excédent en 2007), par la réduction du nombre de fonctionnaires (fin des promotions automatiques, licenciements pour insuffisance professionnelle, baisse des droits sociaux, alignement des retraites publiques sur celles du privé), disparition de 187 organismes et instituts publics et parapublics (sur 568), âge de la retraite fixé à 65 ans en 2008 et à 66 ans pour 2017 (plafonnement, calcul sur l'ensemble de la carrière), TVA à 21 % (+2).

- Vendredi 5 décembre 2008 : un tribunal condamne un établissement d'enseignement supérieur à verser 38 500 euros de dommages à une étudiante, victime d'un bizutage jugé dégradant et offensant la morale publique.